# Futbol per a l'amistat
Futbol per a l'amistat (en anglès Football for Friendship) és un programa social internacional anual infantil implementat per la SPA "Gazprom". L'objectiu del programa és a través del futbol cultivar el respecte per diferents cultures i nacionalitats en nens de diferents països, inculcar a la generació jove els valors rellevants i interès en un estil de vida saludable. En el marc del programa els jugadors a l'edat de 12 anys de diferents països participen en el fòrum internacional anual infantil, en la Copa del Món de "Futbol per a l'amistat", en el Dia Internacional del Futbol i l'Amistat. El programa està suportat per la FIFA, la UEFA, l'ONU, l'Olímpic i Paralímpic comitès, els caps d'estat, els governs i les federacions de futbol de diferents països, fundacions benèfiques internacionals, organitzacions públiques i els principals clubs de futbol del planeta. L'operador global del programa és el grup de comunicació AGT (Rússia).

## Història

### Futbol per a l'amistat 2013
El primer fòrum internacional per a nens i nenes Futbol per a l'amistat es va celebrar el 25 de maig de 2013 a Londres. Hi van participar 670 nens i nenes de 8 països diferents: Bulgària, la Gran Bretanya, Hongria, Alemanya, Grècia, Rússia, Sèrbia i Eslovènia. 11 equips de futbol d'11 ciutats russes van representar Rússia, l'amfitrió de la Copa del Món de Futbol de la FIFA el 2018. Els equips junior dels clubs de futbol Zenit, Chelsea, Schalke 04 i Crvena Zvezda, guanyadors del dia dels esports infantils de Gazprom i del festival Fakel, també van participar en el fòrum.
Durant el fòrum, els nens van parlar amb els seus companys d'altres països i amb jugadors de futbol famosos, a més d'assistir a la final de la Lliga de Campions de la UEFA el 2012/2013, a l'estadi de Wembley.
El resultat del fòrum va ser una carta oberta en la qual es van formular els vuit valors del programa: l'amistat, la igualtat, la justícia, la salut, la pau, la lleialtat, la victòria i les tradicions. Més tard, la carta es va enviar als dirigents de la UEFA, de la FIFA i del COI. El setembre de 2013, durant una trobada amb Vladimir Putin i Vitaly Mutko, Sepp Blatter va confirmar haver rebut la carta i va declarar que estava a punt per donar suport a Futbol per a l'amistat.

### Futbol per a l'amistat 2014
La segona temporada del programa Futbol per a l'amistat es va celebrar a Lisboa del 23 al 25 de maig de 2014, on van participar més de 450 adolescents de 16 països diferents: Belarús, Bulgària, la Gran Bretanya, Hongria, Alemanya, Itàlia, els Països Baixos, Polònia, Portugal, Rússia, Sèrbia, Eslovènia, Turquia, Ucraïna, França i Croàcia. Els joves jugadors de futbol van participar en el fòrum internacional Futbol per a l'amistat i en una competició de futbol de carrer, a més d'assistir a la final de la Lliga de Campions de la UEFA el 2013/2014. El guanyador de la Competició internacional de futbol de carrer el 2014 va ser l'equip junior Benfica (Portugal).
El resultat de la segona temporada del programa va representar l'elecció d'un líder del moviment Futbol per a l'amistat. Aquest va ser Felipe Suarez de Portugal. El juny de 2014, com a líder del moviment, va visitar la novena Competició internacional de futbol per a joves en memòria de Yuri Andreyevich Morozov.

### Futbol per a l'amistat 2015
La tercera temporada del programa social internacional Futbol per a l'amistat es va celebrar el juny de 2015 a Berlín. Per primer cop hi van participar joves del continent asiàtic, equips de futbol infantils del Japó, de la Xina i del Kazakhstan. En total, equips junior de 24 clubs de futbol de 24 països diferents van participar en aquesta tercera temporada.
Els joves jugadors de futbol van parlar amb els seus companys d'altres països i amb estrelles del món del futbol, inclòs l'ambaixador mundial del programa, Franz Beckenbauer, i van participar en la Competició internacional de futbol de carrer per a equips junior. El guanyador de la Competició internacional de futbol de carrer el 2015 va ser l'equip junior Rapid (Àustria).
200 periodistes de les publicacions principals del món i 24 joves reporters d'Europa i d'Àsia, membres del Centre de premsa infantil internacional, van cobrir els esdeveniments de la tercera temporada del programa Futbol per a l'amistat.
La culminació del 2015 va ser la cerimònia d'entrega de la Copa Nou valors, que va guanyar el club de futbol Barcelona (Espanya). La vigília del fòrum, els nens i nenes van escollir el guanyador mitjançant una votació global als 24 països participants.
Al final del fòrum, tots els participants van seguir la tradició d'assistir a la final de la Lliga de Campions de la UEFA 2014/2015 a l'Estadi Olímpic de Berlín.

### Futbol per a l'amistat 2016
L'inici del programa social internacional per a nens i nenes Futbol per a l'amistat del 2016 va tenir lloc en una conferència de premsa en línia a través de Hangouts el 24 de març a Múnic, amb la participació de l'ambaixador mundial del programa, Franz Beckenbauer.
A la quarta temporada del programa, es van unir 8 equips junior nous de l'Azerbaidjan, Algèria, Armènia, l'Argentina, el Brasil, el Vietnam, el Kirguizstan i Síria. El nombre total de participants va ser de 32.
El 5 d'abril de 2016 va començar la votació del trofeu únic del programa, la Copa Nou valors. Aficionats de tot el món van participar en la selecció del guanyador, però la decisió final la van prendre els participants del projecte Futbol per a l'amistat mitjançant una votació. El guanyador de la copa va ser el club de futbol Bayern (Múnic). Els participants al programa Futbol per a l'amistat van tenir en compte les activitats del club per ajudar els infants amb necessitats especials, a més de les iniciatives per oferir tractaments a nens de països diferents i per ajudar els que ho necessiten.
El quart fòrum internacional per a nens i nenes Futbol per a l'amistat i el partit final de la Competició internacional de futbol de carrer van tenir lloc els dies 27 i 28 de maig de 2016 a Milà. El guanyador de la competició va ser l'equip Maribor, d'Eslovènia. Al final del fòrum, els participants van seguir la tradició d'assistir a la final de la Lliga de Campions de la UEFA. Més de 200 periodistes de les publicacions principals del món i el Centre de premsa infantil internacional, que incloïa joves periodistes dels països participants, van cobrir els esdeveniments del fòrum.
Els joves jugadors de futbol del club siri Al-Wahda van participar en la quarta temporada de Futbol per a l'amistat, un fet sense precedents. La inclusió de l'equip siri entre els participants del programa i la visita dels nens siris als esdeveniments de Milà van ser uns passos importants per superar l'aïllament humanitari del país. El consell de redacció de la secció esportiva àrab del canal de televisió internacional Russia Today, amb l'ajuda de la Federació de Futbol de Síria, va enregistrar la pel·lícula documental "Three days without war" (Tres dies sense guerra) sobre els nens i nenes que van participar en el projecte. El 14 de setembre de 2016 més de 7.000 persones van assistir a l'estrena de la pel·lícula, a Damasc.

### Futbol per a l'amistat 2017
El projecte social internacional per a nens i nenes Futbol per a l'amistat el 2017 va tenir lloc a Sant Petersburg (Rússia), i els esdeveniments finals van ser del 26 de juny al 3 de juliol.
El 2017, el nombre de països participants va augmentar de 32 a 64. Per primera vegada hi van participar nens i nenes de Mèxic i dels Estats Units. D'aquesta manera, el projecte va unir jugadors de quatre continents: Àfrica, Euràsia, Amèrica del Nord i Amèrica del Sud.
A la cinquena temporada, el programa es va implementar d'acord amb un concepte nou: un jugador de futbol de cada país n'era el representant. Es van unir en vuit Equips de l'amistat internacionals formats per nois i noies de 12 anys, també inclosos joves amb discapacitats.
La composició dels equips per països i les posicions de joc per als representants dels països participants es van determinar a partir d'un sorteig obert. El sorteig es va fer en mode de conferència en línia. Al capdavant dels vuit Equips de l'amistat, hi havia aquests joves entrenadors: Rene Lampert (Eslovènia), Stefan Maksimovich (Sèrbia), Brandon Shabani (la Gran Bretanya), Charlie Sui (la Xina), Anatoly Chentuloyev (Rússia), Bogdan Krolevetsky (Rússia), Anton Ivanov (Rússia) i Emma Henschen (els Països Baixos). Liliya Matsumoto (el Japó), representant del centre de premsa internacional de Futbol per a l'amistat, també va participar en el sorteig.
El guanyador de la Copa del Món de Futbol per a l'amistat 2017 va ser l'equip "taronja", que incloïa un jove entrenador i joves jugadors de futbol de nou països diferents: Rene Lampert (Eslovènia), Hong Jun Marvin Tue (Singapur), Paul Puig I Montana (Espanya), Gabriel Mendoza (Bolívia), Ravan Kazimov (l'Azerbaidjan), Khrisimir Stanimirov Stanchev (Bulgària), Ivan Agustin Casco (l'Argentina), Roman Horak (República Txeca) i Hamzah Yusuf Nuri Alhavvat (Líbia).
Les següents personalitats van assistir al fòrum internacional per a nens i nenes Futbol per a l'amistat: Viktor Zubkov (president del consell d'administració de PJSC Gazprom), Fatma Samura (secretària general de la FIFA), Philippe Le Flock (director comercial general de la FIFA), Giulio Baptista (jugador de futbol brasiler), Ivan Zamorano (rematador xilè) i Alexander Kerzhakov (jugador de futbol rus), a més d'altres convidats, que demanaven la promoció de valors humans essencials entre les generacions més joves.
El 2017, el projecte va reunir més de 600.000 persones, i més de 1.000 nens i adults de 64 països diferents van assistir a l'esdeveniment final, a Sant Petersburg.

### Futbol per a l'amistat 2018
A l'any 2018, la sisena temporada del programa "Futbol per a l'amistat" va tenir lloc del 15 de febrer al 15 de juny. Els esdeveniments finals van tenir lloc a Moscou en la vigília de la Copa Mundial de la FIFA 2018. Els joves jugadors de futbol i periodistes que representen 211 països i regions del món. van ser els participants del programa. L'inici oficial del programa de 2018 va ser donat pel Sorteig Obert de "Futbol per a l'amistat", els resultats de la qual va ser format per 32 equips de futbol - els equips Internacionals de l'Amistat.
A l'any 2018, en el marc de la missió mediambiental, els equips internacionals de l'Amistat van ser nomenats per espècies animals poc freqüents i en perill d'extinció:
elefant africà
dragó de Komodo
mico kipunji
tortuga gegant
gasela dama
guepard
rinoceront
angelot
ós blanc
lèmur
ós bru 
tauró balena
peresós tridàctil
cobra reial
ximpanzé
gavial indi
goril·la occidental
picot negre imperial
saiga
caputxí de front blanc
coala
tigre siberià
zebra de Grevy 
orangutan
panda gegant
pingüí de Magallanes 
girafa de Rothschild
balena amb gep
gos salvatge africà
lleó
hipopòtam
lleó marí de les Galápagos
També dins el marc de la missió ecològica de 2018, el 30 de maig, es va llançar l'acció internacional Happy Buzz Day, que crida a la comunitat mundial a donar suport a les organitzacions per la rescat d'espècies rares d'animals. Parcs nacionals i reserves de Rússia, Estats Units, Nepal i Gran Bretanya es van unir a l'acció. També durant els darrers esdeveniments del programa "Futbol per a l'amistat" a Moscou, els participants es van traslladar ecològic autobusos amb combustible gas natural.
Països i regions participants en el programa «Futbol per a l'amistat» de 2018: 
1.	Commonwealth d'Austràlia
2.	República d'Àustria
3.	República de l'Azerbaidjan
4.	República Algeriana Democràtica i Popular
5.	Illes Verges Nord-americanes
6.	Samoa Nord-americana
7.	Anguilla
8.	Antigua i Barbuda
9.	República Àrab d'Egipte
10.	República Argentina
11.	Aruba
12.	Barbados
13.	Belize
14.	Les Bermudes
15.	República Bolivariana de Veneçuela
16.	Bòsnia i Hercegovina
17.	Illes Verges Britàniques
18.	Burkina Faso
19.	Gran Ducat de Luxemburg
20.	Hongria
21.	República Oriental de l'Uruguai
22.	República Gabonesa
23.	República de Guinea
24.	Gibraltar
25.	Brunei Darussalam
26.	Estat d'Israel
27.	Estat de Qatar
28.	Estat de Kuwait
29.	Estat de Líbia
30.	Estat de Palestina
31.	Grenada
32.	República Hel·lènica
33.	Geòrgia
34.	República Democràtica de Timor Oriental
35.	República Democràtica del Congo
36.	República Democràtica de Sao Tomé i Príncipe
37.	República Democràtica Socialista de Sri Lanka
38.	República Dominicana
39.	Regne Haiximita de Jordània 
40.	República Islàmica de l'Afganistan
41.	República Islàmica de l'Iran
42.	República Islàmica de Mauritània
43.	República Italiana
44.	República del Iemen
45.	Illes Caiman
46.	El Canadà
47.	República Popular de la Xina
48.	Xina Taipei (Taiwan)
49.	Principat d'Andorra
50.	Principat de Liechtenstein
51.	República de Guyana
52.	República Democràtica Popular de Corea
53.	Regne de Bahrain
54.	Regne de Bèlgica
55.	Regne de Bhutan
56.	Regne de Dinamarca
57.	Regne d'Espanya
58.	Regne de Cambodja
59.	Regne de Lesotho
60.	Regne del Marroc
61.	Regne dels Països Baixos
62.	Regne de Noruega
63.	Regne de l'Aràbia Saudita
64.	Regne de Swazilàndia
65.	Regne de Tailàndia
66.	Regne de Tonga
67.	Regne de Suècia
68.	El Kirguizstan
69.	Curaçao
70.	República Democràtica Popular de Laos
71.	República de Letònia
72.	República Libanesa
73.	República de Letònia
74.	Malàisia
75.	República de les Maldives
76.	Estats Units Mexicans 
77.	Estat Plurinacional de Bolívia
78.	Mongòlia
79.	Montserrat
80.	República Popular de Bangladesh
81.	Estat Independent de Papua Nova Guinea
82.	Estat Independent de Samoa
83.	Nova Zelanda
84.	Nova Caledònia
85.	República Unida de Tanzània
86.	Els Emirats Àrabs Units
87.	Illes Cook
88.	Illes Turks i Caicos
89.	República d'Albània
90.	República d'Angola
91.	República d'Armènia
92.	República de Belarús
93.	República del Benín
94.	República de Bulgària
95.	República de Botswana
96.	República de Burundi
97.	República de Vanuatu
98.	República d'Haití
99.	República de Gàmbia
100.	República de Ghana
101.	República de Guatemala
102.	República de Guinea Bissau
103.	República d'Hondures
104.	República de Djibouti
105.	República de Zàmbia
106.	República de Zimbàbue
107.	República de l'Índia
108.	República d'Indonèsia
109.	República de l'Iraq
110.	República d'Irlanda
111.	República d'Islàndia
112.	República del Kazakhstan
113.	República de Kènia
114.	República de Xipre
115.	República de Colòmbia
116.	República del Congo
117.	República de Corea
118.	Kosovo
119.	República de Costa Rica
120.	República de la Costa d'Ivori
121.	República de Cuba
122.	República de Libèria
123.	República de Maurici
124.	República de Madagascar
125.	República de Macedònia (avui, Macedònia del Nord)
126.	República de Malawi
127.	República de Mali
128.	República de Malta
129.	República de Moçambic
130.	República de Moldàvia
131.	República de Namíbia
132.	República del Níger
133.	República de Nicaragua
134.	República de Cap Verd
135.	República Islàmica del Pakistan
136.	República de Panamà
137.	República del Paraguai
138.	República del Perú
139.	República de Polònia
140.	República Portuguesa
141.	República de Ruanda
142.	República de San Marino
143.	República de les Seychelles
144.	República del Senegal
145.	República de Sèrbia
146.	República de Singapur
147.	República d'Eslovènia
148.	Unió de Myanmar
149.	República del Sudan
150.	República de Surinam
151.	República de Sierra Leone
152.	República del Tadjikistan
153.	República de Trinitat i Tobago
154.	República de Turkmenistan
155.	República d'Uganda
156.	República de l'Uzbekistan
157.	República de Fiji
158.	República de les Filipines
159.	República de Croàcia
160.	República del Txad
161.	Montenegro
162.	República de Xile
163.	República de l'Equador
164.	República de Guinea Equatorial
165.	República del Salvador
166.	República del Sudan del Sud
167.	República del Camerun
168.	Federació Russa
169.	Romania
170.	Hong Kong, regió administrativa especial de la República Popular de la Xina 
171.	Puerto Rico (estat lliure associat als EUA)
172.	Irlanda del Nord
173.	Saint Vincent i les Grenadines
174.	Saint Lucia
175.	República Àrab Siriana
176.	República d'Eslovàquia
177.	Commonwealth de les Bahames
178.	Commonwealth de Dominica
179.	El Regne Unit de la Gran Bretanya i Irlanda del Nord
180.	Estats Units d'Amèrica
181.	Salomó
182.	República Socialista del Vietnam
183.	Unió de les Comores
184.	Macau, regió administrativa especial de la República Popular de la Xina
185.	Sultanat d'Oman
186.	Tahití
187.	Guam
188.	República Togolesa
189.	República Tunisiana
190.	República de Turquia
191.	Ucraïna
192.	Gal·les
193.	Illes Fèroe
194.	República Federal Democràtica del Nepal
195.	República Federal Democràtica d'Etiòpia
196.	República Federal del Brasil
197.	República Federal d'Alemanya
198.	República Federal de Nigèria
199.	República Somali
200.	Federació de Saint Christopher i Nevis
201.	República de Finlàndia
202.	República Francesa
203.	República Centreafricana
204.	República Txeca
205.	Confederació Suïssa
206.	Escòcia
207.	Eritrea
208.	República d'Estònia
209.	República de Sud-àfrica
210.	Jamaica
211.	El Japó 
A la Copa del Món "Futbol per a l'amistat" 2018 participen 32 equips Internacionals de l'Amistat. Per primera vegada en la història del projecte, el final del joc va ser comentada per un locutor Jove de Síria Yazn Taha, i el partit va ser jutjat per un àrbitre Jove de Rússia Bogdan Batalin.
El guanyador de la Copa del Món de "Futbol per a l'amistat" de 2018 va ser l'equip "Ximpanzé", que inclou els Joves jugadors de Dominica, St. Kitts i Nevis, Malawi, Colòmbia, Benín i la República Democràtica del Congo. Vladislav Polyakov, un jove participant de Saransk, entrenat l'equip nacional.
L'esdeveniment final de la sisena temporada del programa va ser la internacional Fòrum infantil "Futbol per una amistat", celebrada el 13 de juny en el centre d'Oceanografia i biologia marina"Moskvarium". El fòrum va comptar per Viktor Zubkov (President del Consell d'Administració de SPA Gazprom), Olga Golodets (viceprimer del Ministre de la Federació Russa), Iker Casillas (castellà jugador de futbol, ex-capità de l'equip nacional), Alexander Kerzhakov (rus jugador de futbol, entrenador de futbol de Rússia de l'equip júniorl), així com representants de 54 ambaixades de tot el món i altres convidats.
Els millors joves futbolistes de la sisena temporada es van lliurar a L'Fòrum: Deo Kalenga Mwenze de la República Democràtica del Congo (millor davanter), Yamiru Oura de Benín (millor migcampista), Ivan Volynkin de Gal·les (millor porter) i Gustavo Sintra Rocha de Brasil (MVP).
Millor Jove periodista del programa "Futbol per l'amistat" el 2018 va Sakali Ascensió de Aruba. La noia manté un bloc per animant els joves d'Oceania a la consciència ambiental.
El Fòrum va acollir la presentació del llibre i un autògraf sessió de la temporada anterior els participants de l'Índia Ananya Cambodj. Després de completar la cinquena temporada de "Futbol per a l'amistat" de 2017, Ananya va escriure el llibre "Meu viatge des de Mohali a Sant Petersburg" sobre la seva experiència com a Jove periodista. Allà va parlar sobre els nou valors del programa que ajuden a millorar el món.
14 de juny, després de la celebració del Fòrum Internacional infantil "Futbol per a l'amistat", els joves futbolistes i periodistes van participar en l'acte inaugural de la Copa Mundial de la FIFA 2018 a Rússia. A l'Estadi Luzhniki, la joventut solemnement aixecar les banderes de les 211 països i regions que han participat en el programa d'enguany. Després d'això, els joves participants de "Futbol per a l'amistat" va veure el primer partit entre les seleccions nacionals de Rússia i Aràbia Saudita.
El president de la Federació Russa Vladímir Putin ha convidat a l'ambaixador Jove «Futbol per a l'amistat» de Rússia Albert Zinnatova a la seva llotja per veure junts el partit d'obertura. Allà el jove s'ha comunicat amb el Campió mundial de futbol del Brasil Roberto Carlos, també amb el futbolista espanyol Iker Kasilyas.
Més de 1.500 nens i adolescents de 211 països i regions van participar en els esdeveniments finals de Moscou. En total, es van organitzar més de 180 esdeveniments a diferents regions del món en el marc de la sisena temporada, en la qual van participar més de 240 mil nens i adolescents.
A l'any 2018, el projecte va ser recolzada per les autoritats. El viceprimer Ministre Olga Golodets llegir una benvinguda adreça pel President rus Vladimir Putin als participants i visitants del Fòrum Internacional infantil. El primer Ministre de la Federació Russa Dmitry Medvedev va enviar a un telegrama benvinguda a participants i convidats del sisena Fòrum internacional infàntil "Futbol per a l'amistat".
Durant una reunió informativa el 23 de maig, el representant oficial de la Cancelleria russa, Maria Zakharova, va assenyalar que avui el programa "Futbol per a l'amistat" és percebut per la comunitat mundial com un important component humanitari de la política social internacional de Rússia.
Tradicionalment van donar suport al programa "Futbol per a l'amistat" a la FIFA. En l'organització van assenyalar que la quantitat total de participants i convidats dels esdeveniments finals a Moscou va arribar a les 5,000 de persones.

### Futbol per a l'amistat 2019
El llançament de la setena temporada del programa social infantil internacional "Futbol per a l'amistat" va tenir lloc el 18 de març de 2019, les activitats finals del programa es van dur a terme a Madrid del 28 de maig al 2 de juny.
El 25 d'abril es va celebrar el Dia Internacional del Futbol i l'Amistat en més de 50 països d'Europa, Àsia, Àfrica i Amèrica de Nord i de Sud. La Unió Russa de Futbol (URF) també es va incorporar a la celebració.
El 30 de maig es va celebrar a Madrid el Fòrum Internacional del programa social infantil de "Gazprom" "Futbol per a l'amistat" 2019. El Fòrum va reunir experts de tot el món: entrenadors de futbol, metges d'equips infantils, estrelles, periodistes dels principals mitjans internacionals, representants d'acadèmies i federacions internacionals de futbol.
El 31 de maig es va celebrar a Madrid l'entrenament de futbol més multinacional al món. Després de l'entrenament, "Futbol per a l'amistat" va rebre el certificat oficial GUINNESS World RECORDS®.
En el marc de la setena temporada, 32 joves periodistes d'Europa, Àfrica, Àsia i Amèrica de Nord i de Sud van formar part del Centre de premsa infantil internacional del programa "Futbol per a l'amistat", que va cobrir les activitats finals del programa i va participar en la preparació de materials per a la cooperació amb mitjans de comunicació internacionals i nacionals.
Els participants de la setena temporada van lliurar la Copa "Nou Valors" (premi del programa social infantil internacional "Futbol per a l'amistat") a l'equip de futbol "Liverpool" com a equip amb la millor responsabilitat social.
L'1 de juny va tenir lloc al camp de futbol UEFA Pitch a Madrid la culminació de la setena temporada, el partit final del Campionat del món de "Futbol per a l'amistat". Segons els seus resultats, la selecció nacional de "Antiguan Snake" va jugar amb el "Tasmanian Devil" 1:1 en el temps reglamentari, i després va guanyar per tanda de penals i va guanyar el premi principal.

### Futbol per a l'amistat 2020
El 2020, els esdeveniments finals de la vuitena temporada de "Futbol per a l'amistat" es van dur a terme en línia en una plataforma digital del 27 de novembre al 9 de desembre de 2020. Més de 10 000 participants de més de 100 països del món es van unir als esdeveniments clau.
Per a la vuitena temporada del programa va ser desenvolupat el simulador de futbol en línia multijugador Football for Friendship World, sobre la base del qual es va dur a terme el campionat del món en línia de "Futbol per a l'amistat" 2020. El joc està disponible per a baixar a tot el món a partir del 10 de desembre de 2020: Dia Internacional del Futbol. Els usuaris tenen l'oportunitat de participar en partits d'acord amb les regles de "Futbol per a l'amistat", unint-se a equips internacionals. El joc multijugador es basa en els valors essencials del programa, com l'amistat, la pau i la igualtat.
El 27 de novembre va tenir lloc el sorteig obert del Campionat del món en línia de "Futbol per a l'amistat" 2020
Del 28 de novembre al 6 de desembre es va realitzar un campament internacional d'amistat en línia amb programes educatius humanitaris i esportius per a nens i nenes
Del 30 de novembre al 4 de desembre es van dur a terme les sessions del Fòrum Internacional en línia "Futbol per a l'amistat", en què van ser presentats projectes per al desenvolupament de l'esport infantil. El jurat d'experts va avaluar la presentació dels projectes que competeixen per rebre el premi internacional "Futbol per a l'amistat"
Del 7 al 8 de desembre es va celebrar el Campionat del món en línia de "Futbol per a l'amistat". Aquest any el campionat es va dur a terme en línia en una plataforma digital, i especialment per això va ser desenvolupat el simulador de futbol multijugador Football for Friendship.
El 9 de desembre es va celebrar la gran final del "Futbol per a l'amistat"
Durant la vuitena temporada del programa es va dur a terme una sèrie de seminaris web per a nens i nenes de diferents països en suport del 75è aniversari de l'ONU.
Durant la vuitena temporada del programa, es va llançar l'espectacle setmanal "L'estadi està allà on jo estic" juntament amb els freestylers de futbol de tot el món. En cada episodi, els freestylers van ensenyar als ambaixadors joves del programa a realitzar trucs, i a la fi de cada episodi s'anunciava la competència pel millor truc. L'espectacle va finalitzar amb una màster class del món en línia, amb la qual el programa "Futbol per a l'amistat" es va convertir en posseïdor del Rècord del Món Guinness per segona vegada en nombre de participants implicats (6 de desembre de 2020).
Redacció de Bones Notícies: un espectacle setmanal, llançat per joves periodistes de "Futbol per a l'amistat", en el qual els nens i nenes comparteixen notícies positives de tot el món amb els espectadors.

## Campionat del món Futbol per a l'amistat
La competició de futbol internacional per a nens i nenes se celebra en el marc del programa Futbol per a l'amistat. Els equips que participen en el campionat, els Equips de l'amistat, es formen durant un sorteig obert. Els equips s'organitzen segons el principi de Futbol per a l'amistat: al mateix equip hi juguen atletes de nacionalitat, sexe i habilitats físiques diferents.

## Fòrum internacional per a nens i nenes Futbol per a l'amistat
Al fòrum internacional per a nens i nenes Futbol per a l'amistat que se celebra anualment, els joves participants (juntament amb adults) debaten sobre la promoció i el desenvolupament dels valors del programa a tot el món. Durant el fòrum, els nens es coneixen i parlen amb companys d'altres països, jugadors de futbol famosos, periodistes i personatges públics. També es converteixen en ambaixadors joves que, en un futur, seguiran promocionant aquests valors universals de manera independent.

## Centre de premsa infantil internacional
Una característica especial del programa Futbol per a l'amistat és que té el seu propi Centre de premsa infantil internacional. Es va organitzar per primera vegada el 2014, durant el programa Futbol per a l'amistat. Els joves periodistes del centre de premsa informen sobre els esdeveniments del programa als seus països: preparen notícies per als mitjans de comunicació esportius nacionals i internacionals; i participen en la creació de materials per al canal de televisió, el diari i el programa de ràdio oficial de Futbol per a l'amistat. El Centre de premsa infantil internacional uneix els guanyadors de concursos nacionals de premsa infantil, a més de bloguers, fotògrafs i escriptors joves. Els joves periodistes del centre de premsa presenten les seves visions del programa i implementen el format "children about children" (nens que informen sobre nens).

## Dia internacional del futbol i de l'amistat
Durant el programa Futbol per a l'amistat, se celebra el Dia internacional del futbol i de l'amistat, el 25 d'abril. Aquesta festa es va celebrar per primera vegada el 2014 a 16 països. Aquest dia es duen a terme partits amistosos, mobilitzacions espontànies, maratons de ràdio, classes magistrals, programes de televisió, sessions obertes d'entrenament, etc. Més de 50.000 persones van participar-hi.
El 2015, el Dia internacional del futbol i de l'amistat es va celebrar a 24 països. Durant el festival, es van jugar partits amistosos i va haver-hi altres esdeveniments. A Alemanya, els jugadors de futbol de Schalke 04 van participar en una sessió oberta d'entrenament, a Sèrbia es va enregistrar un programa de televisió i a Ucraïna es va jugar un partit entre l'equip junior de Volyn FC i els nens del centre de serveis socials de la ciutat de Lutsk, per a famílies, nens i adolescents.
A Rússia, el Dia internacional del futbol i de l'amistat es va celebrar el 25 d'abril a 11 ciutats. Es van jugar partits amistosos a Vladivostok, Novossibirsk, Iekaterinburg, Krasnoiarsk, Barnaül, Sant Petersburg i Saransk, per recordar els valors essencials del programa. A Krasnoiarsk, Sotxi i Rostov del Don es va celebrar un Relleu per a l'amistat amb la participació de portadors de torxes dels Jocs Olímpics del 2014. A Moscou es va celebrar una competició per a la igualtat d'oportunitats amb l'ajuda de la Federació d'Esports per a Cecs. El 5 de maig, el Dia internacional del futbol i de l'amistat es va celebrar a Nijni Nóvgorod i a Kazan.
El 2016, el Dia internacional del futbol i de l'amistat es va celebrar a 32 països. A Rússia, es va celebrar a 9 ciutats: Moscou, Sant Petersburg, Novossibirsk, Barnaül, Birobidjan, Irkutsk, Krasnodar, Nijni Nóvgorod i Rostov del Don. Nijni Nóvgorod va organitzar un partit amistós per a joves jugadors de futbol de Volga FC, i els jugadors adults del club es van encarregar dels escalfaments i d'entrenar els nens. En un partit amistós a Novossibirsk, hi van participar nens amb discapacitats, l'equip regional Yermak-Sibir.
El 2017, el Dia internacional del futbol i de l'amistat es va celebrar a 64 països. Jugadors de futbol famosos, com ara el defensa serbi Branislav Ivanovich i el rematador neerlandès Dirk Kuyt, van participar en els esdeveniments arreu del món. A Grècia, Theodoras Zagorakis, un guanyador del Campionat d'Europa de futbol el 2004, va assistir a l'esdeveniment amb l'equip nacional del seu país. A Rússia, Zenit FC va organitzar una sessió d'entrenament especial per a Zakhar Badyuk, l'ambaixador jove del programa Futbol per a l'amistat el 2017. Durant l'entrenament, el porter de Zenit FC, Yury Lodygin, va elogiar les habilitats de Zakhar i va compartir secrets per ser un bon porter.

## Nou valors de Futbol per a l'amistat
Durant la primera Fòrum internacional infantil, que es va celebrar el 25 de maig de 2013 les ambaixadors joves de Gran Bretanya, França, Alemanya, Eslovènia, Hongria, Sèrbia, Bulgària, Grècia i Rússia va formar les primer vuit valors de programa —l'amistat, igualtat, justícia, salut, pau, lleialtat, victòria i tradició — i els presenta en una carta Oberta. La carta va ser enviat als responsables de les organitzacions esportives internacionals: la Federació Internacional de futbol (FIFA, la Unió d'associacions de Futbol europees (UEFA) i el Comitè Internacional Olímpic. El setembre de 2013 Joseph Blatter, en una reunió amb Vladimir Putin i Vitaly Mutko va confirmar la recepció de la carta i va dir que estava preparat donar suport a "Futbol per a l'amistat».
A l'any 2015, el programa "Futbol per a l'amistat" va estar acompanyat pels participants de la Xina, el Japó i el Kazakhstan, qui han convidat a afegir el novè valor - l'honor.

## La Copa Nou valors
La Copa Nou valors és un premi del programa social internacional per a nens i nenes Futbol per a l'amistat. Cada any, la copa s'entrega al club que s'hagi compromès més amb els valors del projecte: l'amistat, la igualtat, la justícia, la salut, la pau, la lleialtat, la victòria, les tradicions i l'honor. Aficionats de tot el món participen en la selecció del guanyador, però la decisió final la prenen els participants del projecte Futbol per a l'amistat mitjançant una votació. Els clubs de futbol que han guanyat la Copa Nou valors són els següents: Barcelona (2015), Bayern de Múnic (2016), Al Wahda (premi especial) i Real Madrid (2017).

## Braçalet de l'amistat
Totes les activitats del programa Futbol per a l'amistat s'inicien amb l'intercanvi de braçalets de l'amistat, un símbol d'igualtat i d'estil de vida saludable. El braçalet està format per dos fils, un de blau i un de verd, i el pot dur qualsevol persona que comparteixi els valors del programa.
Segons Franz Beckenbauer:
"El símbol del moviment és un braçalet de dos colors. És tan simple i entenedor com els valor inherents del programa Futbol per a l'amistat".
Els joves participants del programa han lligat els braçalets de l'amistat als canells d'esportistes famosos i de personatges públics, inclosos: Dick Advocaat, Anatoly Timoshchuk, Luis Netu, Franz Beckenbauer, Luis Fernandez, Didier Drogba, Max Meyer, Fatma Samura, Leon Gorecka, Domenico Krishito, Michel Salgado, Alexander Kerzhakov, Dimas Pirros, Miodrag Bozovic, Adelina Sotnikova i Yuri Kamenets.

## Activitat dels participants entre temporades
Els joves jugadors de futbol del programa Futbol per a l'amistat participen en diversos esdeveniments fora de la temporada oficial. El maig de 2013, els jugadors del club de futbol junior Maribor (Eslovènia) van organitzar un partit amistós de caritat amb nens cambodjans. El 14 de setembre de 2014, a Sotxi, participants russos del programa van parlar amb Vladimir Putin durant la reunió del president de la Federació Russa amb el president de la FIFA en aquell moment, Sepp Blatter. El juny de 2014, el president de França Francois Hollande va convidar l'equip Taverni, membre del programa Futbol per a l'amistat, al Palau de l'Elisi per veure el partit de la Copa del Món de Futbol de la FIFA 2014 entre França i Nigèria. L'abril de 2016, Yuri Vashchuk, l'ambaixador del programa Futbol per a l'amistat de l'any 2015, es va trobar amb l'home més fort de Belarús, Kirill Shimko, i els joves jugadors de futbol de BATE FC van compartir la seva experiència de participar en el projecte. Yuri Vashchuk va donar a Kirill Shimko un braçalet de l'amistat simbòlic i, d'aquesta manera, li va entregar el relleu per promocionar els ideals del projecte: l'amistat, la justícia i un estil de vida saludable.

## Premis
El programa Futbol per a l'amistat ha guanyat diverses competicions i premis tant russos com internacionals, entre els quals: "Millor projecte social a Rússia" en la categoria "Desenvolupament de cooperació internacional", el premi Ploma d'or de l'International Association of Business Communicators (IABC) en la categoria "Responsabilitat social corporativa" (2016), el premi Sabre en la categoria "El millor projecte social del planeta" (2016), el premi Social Buzz de The Drum en la categoria "Millor estratègia internacional" (2017), el premi per a solucions innovadores de marketing digital de The Internationalist en la categoria "Millor estratègia de mitjans" (2017), el premi "Silver Archer" en la categoria "El millor projecte social de Rússia" (2018) i el Gran Premi "Silver Archer" (2018).